# Пјанело (Верчели)
Пјанело је насеље у Италији у округу Верчели, региону Пијемонт.
Према процени из 2011. у насељу је живело 5 становника. Насеље се налази на надморској висини од 1077 м.